# هورشت اکل
هورشت اکل (به آلمانی: Horst Eckel) (٨ فوریهٔ ۱۹۳٢ – ٣ دسامبر ٢٠٢١) بازیکن فوتبال و مدافع اهل آلمان بود. او از سال ۱۹۵۲ میلادی عضو تیم ملی فوتبال آلمان بود و در ۳۲ بازی ملی حضور داشت و آخرین بازی ملی خود را در سال ۱۹۵۸ میلادی انجام داد. هورشت اکل در بازی‌های ملی‌اش گلی به ثمر نرساند.
اکل در سوم دسامبر ٢٠٢١ و در ٨٩ سالگی درگذشت. 